# FAD Cotonou
Der FAD Cotonou ist ein Fußballverein aus Cotonou, Benin. Er trägt seine Heimspiele im Stade Charles de Gaulle aus.
Der Verein untersteht der Armee und dominierte die ersten Jahre der Benin Premier League. Dennoch gewannen sie nur 1969 den einzigen Meistertitel. Damit konnten sie sich für den CAF Champions Cup qualifizieren, scheiterte aber bereits in der ersten Spielrunde. Aktuell spielt der Verein in der Benin Second Division.

## Statistik in den CAF-Wettbewerben
| Wettbewerb                          | Runde         | Gegner            | Hinspiel | Rückspiel |
| ----------------------------------- | ------------- | ----------------- | -------- | --------- |
| African Cup of Champions Clubs 1970 | Qualifikation | Stationery Stores | 1:3 (A)  | 2:3 (H)   |